# 魔毯

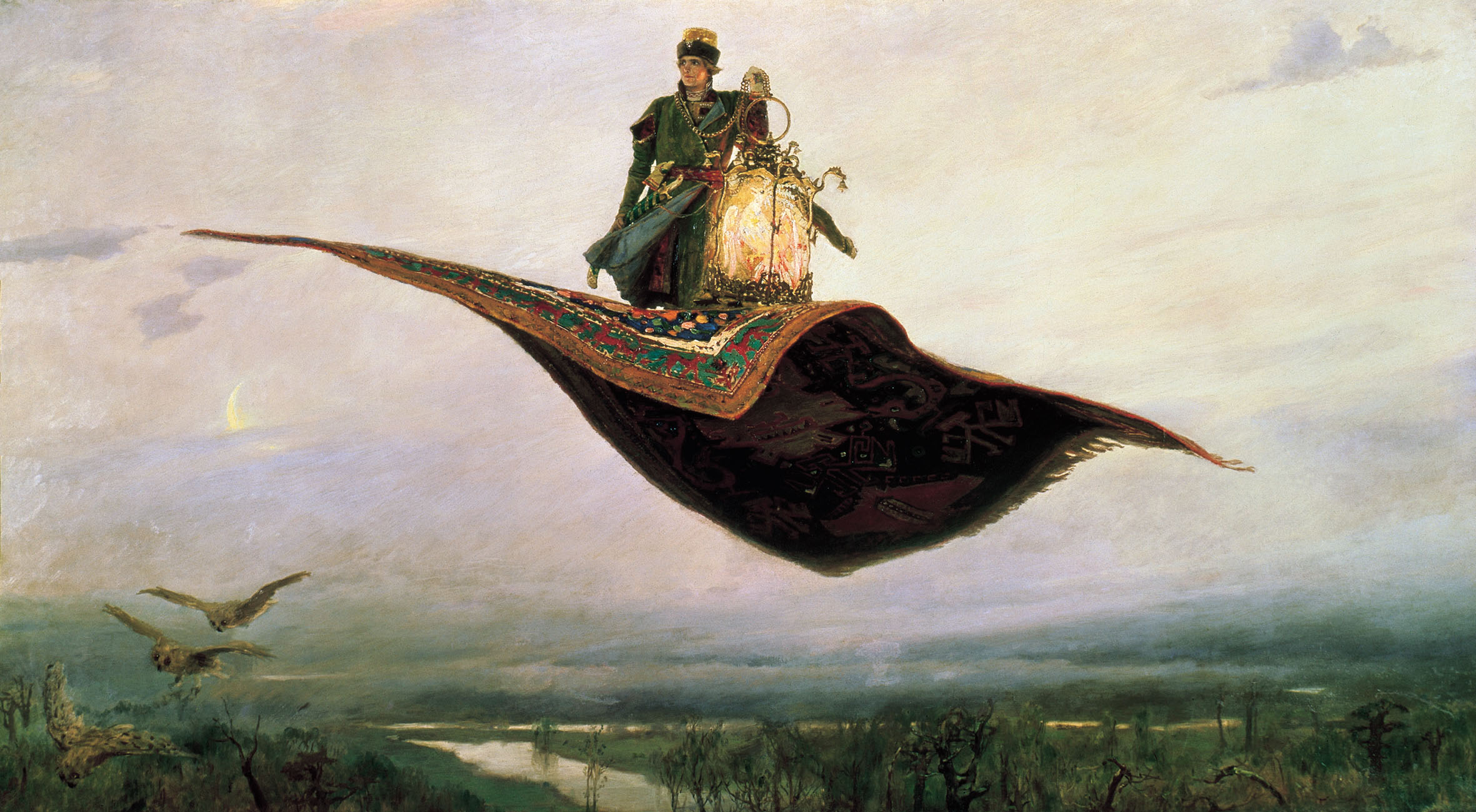
《魔毯》，維克托·瓦斯涅佐夫1880年所繪。

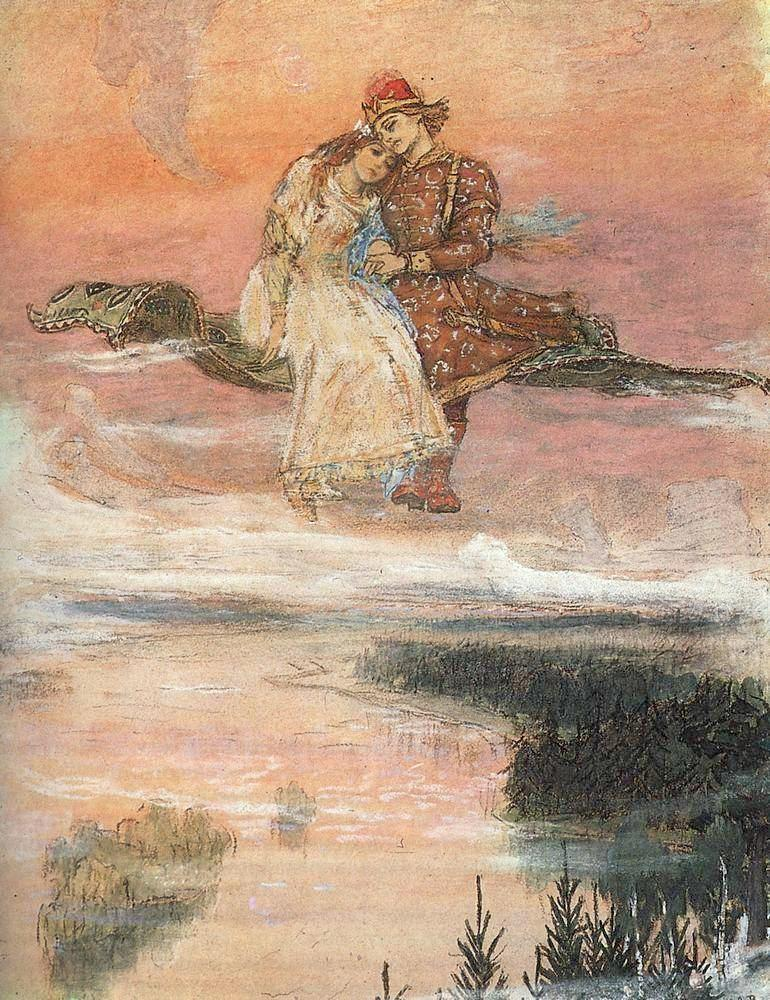
另一張瓦斯涅佐夫所繪的魔毯畫作

魔毯（又稱飛毯、魔氈、飛氈、飛天魔毯），是一種想像中的地毯，可以載著人們在空中飛翔。是許多神話故事、傳奇、小說、動畫，或是其他作品中的交通工具。

## 文學作品
在阿拉伯民間故事集《一千零一夜》中，其中一個故事提到印度蘇丹侯賽因親王如何前往印度的比斯納加爾（毗奢耶那伽羅王朝）購買魔毯。

## 外部連結
- The secret history of the Flying Carpet （页面存档备份，存于）